# Socialist Standard
Der Socialist Standard ist eine monatlich erscheinende Zeitschrift, die seit September 1904 ohne Unterbrechung von der Socialist Party of Great Britain veröffentlicht wird.
Die Tendenz des Magazins ist eine Analyse der aktuellen Ereignisse, insbesondere derjenigen, die das Vereinigte Königreich betreffen, von einem marxistischen Standpunkt.

## Geschichte
Die ersten Redakteure waren Robert Elrick und Jack Fitzgerald. Fitzgerald war bis zu seinem Tod 1929 25 Jahre lang Mitarbeiter. Ursprünglich wurde der Redaktionsausschuss gewählt.
Artikel und Reden von Karl Kautsky,
Jules Guesde, Paul Lafargue, Rosa Luxemburg und August Bebel erschienen hier regelmäßig. Eins der ersten Interviews fand mit Marx’ Schwiegersohn statt.
Während die Redaktion bis zum Ersten Weltkrieg fortfuhr Texte einiger prominenter Führer der sozialdemokratischen Parteien zu veröffentlichen, stand sie Reformbestrebungen kritisch gegenüber.
Während des Umbruchs in Russland im Jahre 1905 wurde ein Brief eines gewissen Roubanowitsch veröffentlicht, in dem er im Namen des Zentralkomitees der Sozialdemokratischen Arbeiterpartei Russlands um Geldspenden bat, um damit den Kampf gegen den Zaren zu unterstützen.

### Kriegszensur
Der Export der Zeitschrift wurde während des Ersten Weltkriegs insgeheim verboten, da sie die Arbeiter aufforderte den Kriegsdienst in ihren Ländern zu verweigern und stattdessen am Klassenkampf teilzunehmen. 1915 veröffentlichte das Magazin einen Artikel von Maxim Litwinow, Mitglied der bolschewistischen Partei, der eine sozialistische Lösung des Krieges forderte.
Während des Ersten Weltkriegs widersetzte sich der Standard weitgehend den Bestimmungen des Defence of the Realm Act. Auf Rat von 'E' Zweig von MI5 wurde es dem Standard untersagt, Exemplare der Zeitschrift an Ziele außerhalb des Vereinigten Königreichs zu schicken.
Während des Zweiten Weltkriegs wurden die im Mai 1940 eingeführten Verteidigungsverordnungen noch strenger befolgt und der Widerspruch des Standards gegen den Konflikt verklausuliert ausgesprochen, ohne dass offene Antikriegs-Artikel erschienen sind.
Nach dem Zweiten Weltkrieg begann der Socialist Standard Artikel über Ökologie, Psychologie und Debatten über Theorien zu veröffentlichen, die darauf ausgerichtet waren Argumente gegen den Sozialismus zu widerlegen, die mit der angeblichen „menschlichen Natur“ begründet wurden.
Unter der Leitung von Edgar Hardcastle erreichte die Zeitschrift Auflagen von 3.000 bis 4.000 Exemplaren.

### 21. Jahrhundert
Seit 2000 wird der Socialist Standard online veröffentlicht.
Zur Hundertjahrfeier der Partei im Jahr 2004, wurden 70 Artikel aus der Geschichte der Zeitschrift ausgewählt und im Buch Socialism Or Your Money Back publiziert.
Die Juniausgabe 2004 war der Geschichte des Magazins und der Partei gewidmet. 2007 beschloss die Konferenz , das Magazin unter Creative Commons zu veröffentlichen. Der US-amerikanische Senator Bernie Sanders soll Abonnent der Zeitschrift gewesen sei.